# Giovanni Visin

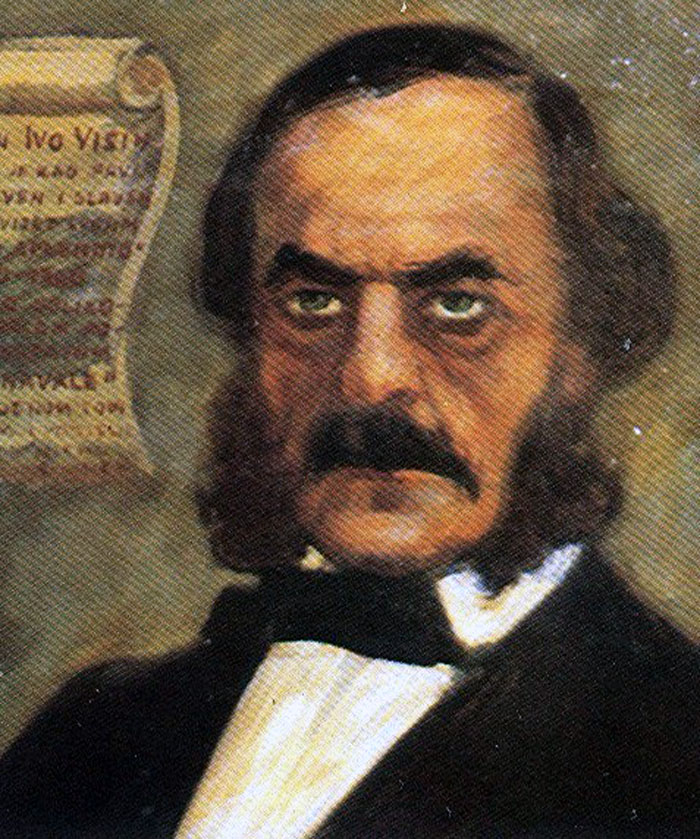
Giovanni (Ivo) Visin

Giovanni Visin (Kroatisch: Ivo Visin; * 1806 in Prčanj, Bucht von Kotor; † 17. August 1868 ebenda), habsburgischer Seefahrer kroatischer Herkunft. Er war der erste „österreichische“ Weltumsegler.

## Leben
Der Sohn einer Seefahrerfamilie stammend aus Istrien, die seit Generationen im Mittelmeer Handel getrieben hatte, besuchte die Nautische Akademie in Triest und diente sich danach bis zum Ersten Offizier empor, der um etwa 1850 das Patent zum „Kapitän weiter Fahrt“ erhielt.
Wie üblich, legte er sich bald ein eigenes Schiff zu, nämlich den „Splendido“, eine rahgetakelte zweimastige Brigg von 30 Metern und 311 Tonnen, die er in Rijeka (Fiume, St. Veit am Pflaum) von Andrea Zanon zeichnen und bauen ließ. Die unter österreichischer Flagge fahrende Brigg war ein Handelsschiff, für 11 Mann Besatzung und etliche zahlende Passagiere vorgesehen, und führte zur Selbstverteidigung zwei Kanonen mit.

## Weltreise
Ab dem Juli 1851 hatte Visin mit seinem neuen Schiff und in Begleitung seines Ersten Offiziers Federico Bellavita Handelsfahrten ins Schwarze Meer, aber auch nach Nordeuropa übernommen. In Antwerpen fand der Kapitän eine Ladung für Valparaíso. Der 11. Februar 1852 markiert den Beginn einer Reise über 101.297 Seemeilen. Sein Schiff war das erste, das die österreichische Flagge in Melbourne (31. Dezember 1853), Honolulu (30. März 1853), Sydney (2. Dezember 1854), weiters in Surabaya, Samarang und Bangkok (1858) zeigte. Am 2. August 1858 traf Visin in Shanghai auf die Novara. Nach weiteren Handelsfahrten trat er am 15. Februar 1859, vermutlich mit einer Ladung Porzellan, von Singapur aus die Heimreise an. Westlich von Südamerika kreuzte er seinen eigenen Kurs, was ihn zum ersten „österreichischen“ Weltumsegler machte. Allerdings erfuhr er vor Gibraltar von einem Amerikaner vom Krieg Österreichs mit Frankreich und änderte seiner wertvollen Fracht wegen den Kurs auf den neutralen Hafen Plymouth. Dass nach der Schlacht von Solferino ab dem 8. Juli Waffenstillstand herrschen würde, konnte keiner der beiden Kapitäne wissen. Visin traf in Plymouth am 9. Juli ein, und erst am 30. August in Triest, also vier Tage nach der Novara.

## Ehrungen
Der Grazer Tagespost vom 1. September 1859 war die achteinhalbjährige Reise jedoch bloß eine Kurznotiz über Visins „Heimkehr aus fernen Meeren“ wert, welche die Weltumsegelung nicht erwähnte: Medienereignis hatte wohl die Weltumsegelung der kaiserlichen Novara zu sein.

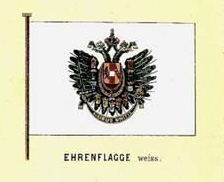
Merito Navali

Visin wurde jedoch unverzüglich Ehrenbürger der Stadt Triest; am 19. Juni 1860 wurde er zum Ritter des Franz-Joseph-Ordens ernannt, und am 4. Juli erhielt er als einziger Kapitän jemals die 1850 gestiftete „Ehrenflagge weiß“, „Merito Navali“ die höchste Auszeichnung für Verdienste um die Handelsschifffahrt, sogar vom Kaiser persönlich überreicht.
Federico Bellavista war der einzige der ausreisenden Crew, der mit Visin heimkehrte. Die übrige Mannschaft hatte in der Zwischenzeit mehrmals gewechselt, die heimkehrende Crew wurde aber ebenfalls mit Geldprämien bedacht. Bellavista wurde am 24. August 1860 mit dem Goldenen Verdienstkreuz ausgezeichnet und zum Kapitän auf weiter Fahrt befördert. Er verfasste einen zwölfseitigen Bericht über die Reise des Splendido, trat in die Dienste des Lloyd Austriaco und starb im Alter von 52 Jahren in Odessa.